# Navamuel
Navamuel es una localidad española del municipio de Valderredible, en Cantabria.  Está localizada a 1012 m sobre el nivel del mar, y dista 22 km de la capital municipal, Polientes. En el año 2024 contaba con una población de 12 habitantes (INE).

## Navamuel
Se trata de uno de los pueblos más altos de Valderredible, a 1012 m de altitud. Se ubica en el sector noroeste del territorio municipal, pudiéndose acceder desde la carretera CA-273 que une Quintanilla de las Torres (Palencia) con Villanueva de la Nía. A un kilómetro del pueblo palentino se toma el desvío por la carretera CA-745 de firme irregular que sube hasta el pueblo. También se puede acceder desde la carretera CA-272 Pozazal-Polientes, tomando el desvío entre Bárcena de Ebro y Villanueva de la Nía.
El topónimo parece vincularse con la extracción que desde muy antiguo se realizaba de muelas o ruedas de piedra para molinos, pues en el entorno existieron canteras,  y significaría “el lugar llano y encharcado de las muelas”. Aunque en el Diccionario de Pascual Madoz de 1850  aparece con el nombre de “Navamuel de Sobremonte”, el nombre original es simplemente Navamuel, tal y como recogen el Cartulario de la Colegiata de Santillana del Mar del año 1012 (“Navamuelle”) el Becerro de las Behetrías de 1352 (Nava Muel) o el Catastro de Ensenada de 1752.
El pueblo contiene una historia rica y antigua, como atestigua el escudo y linaje de Navamuel. El caballero de la Orden de Santiago Gómez García de Navamuel participó en la Batalla de las Navas de Tolosa (1212). En premio a sus servicios el rey Alfonso XVIII le otorgó la Alcaldía de la Torre de Navamuel, que pasó así a ser casa solariega de sus descendientes, y el patronato de la iglesia parroquial. Ya para mediados del siglo XIX la Torre de Navamuel se hallaba en ruinas, según recoge Pascual Madoz.
La iglesia de Santa María la Mayor es posiblemente de finales del siglo XII. De su origen románico se conserva la cabecera, con el ábside semicircular. En el siglo XVII se amplió una segunda nave paralela, una capilla con bóveda estrellada y una torre-campanario (en el hastial oeste, donde probablemente hubo una espadaña). En el pueblo encontramos también ejemplos notables de arquitectura tradicional. Destacan tres casas con pequeños blasones o escudetes y una casa en ruinas con algunos canecillos románicos. Otros elementos de interés son la antigua escuela del pueblo, las dos casetas de era y los dos lavaderos. Existieron dos molinos, llamados "La Laguna" y "El Vargón", el primero de los cuales aún conserva los restos de una muela.
En el entorno existen dos despoblados con sus necrópolis rupestres asociadas. El de San Pelayo se ubica a un kilómetro y medio al sur y pudo haber sido un pequeño monasterio o asentamiento religioso. El de San Sadornil (o San Zornil) a un kilómetro al noroeste probablemente contuvo una ermita.
La ganadería, como ocurre en Valderredible, tuvo siempre mucho peso, con cuatro especies principales: vacuno, ovino, caprino y caballar. Aún hoy mantiene amplias praderías que salpican el entorno de densos rebollares. Desde Navamuel se puede realizar la travesía de Moroso, que recorre el antiguo camino que conectaba con este despoblado. La ruta pasa por el hayedo de Costumbría y es recomendable, además, para la observación de aves y como ruta invernal con raquetas o esquís de travesía.
El día de la fiesta local es el 8 de octubre, en la Virgen del Rosario.